# Langensteinbach (Dinkelsbühl)

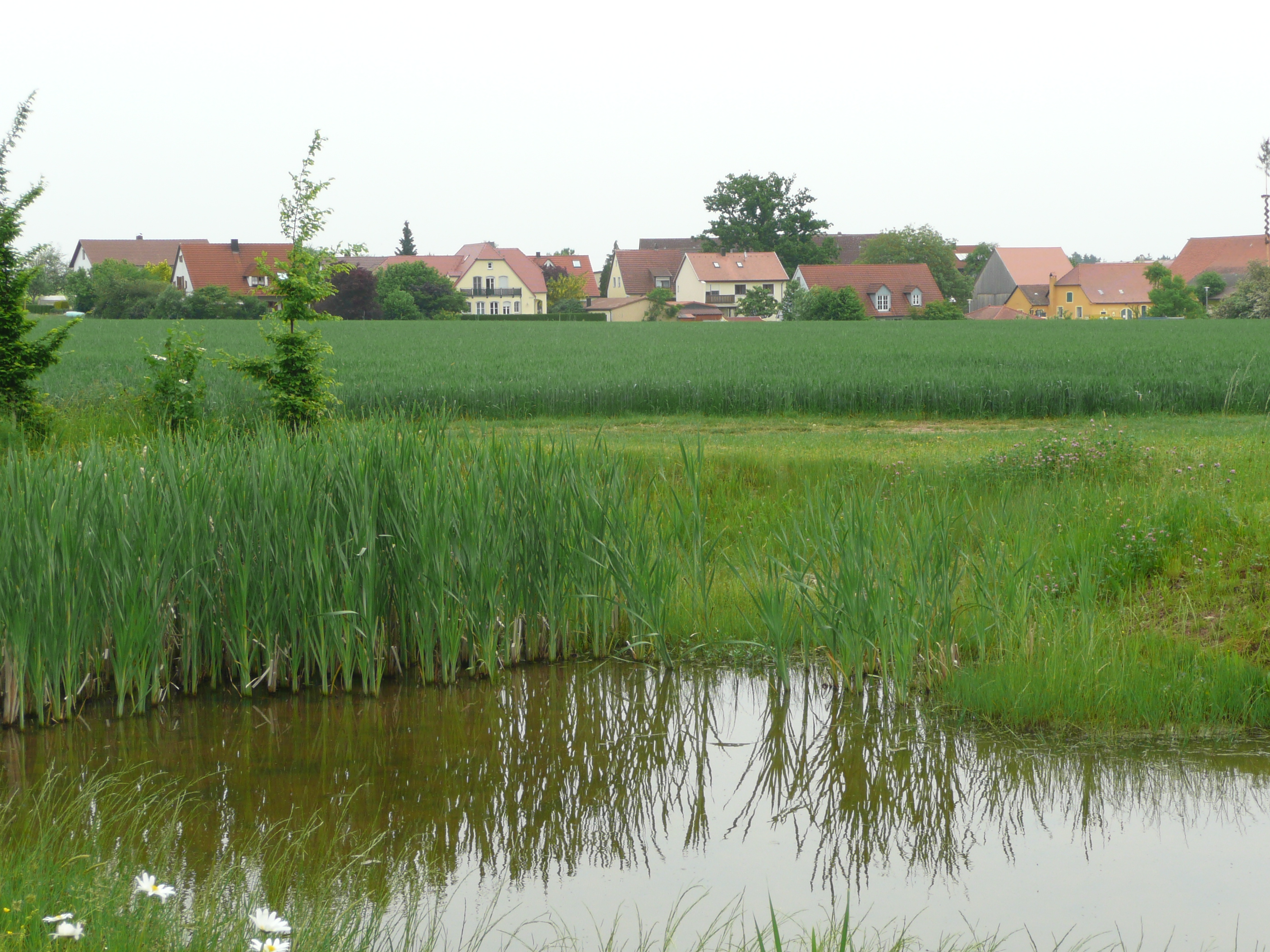
Langensteinbach

Langensteinbach ist ein Gemeindeteil der Großen Kreisstadt Dinkelsbühl im Landkreis Ansbach (Mittelfranken, Bayern). Die Gemarkung Langensteinbach hat eine Fläche von 3,455 km². Sie ist in 581 Flurstücke aufgeteilt, die eine durchschnittliche Fläche von 5946,01 m² haben. In ihr liegen neben dem namensgebenden Ort die Gemeindeteile Hohenschwärz (zum Teil) und Holzapfelshof (zum Teil).

## Geographie
Durch das Dorf fließt der Hofwiesengraben, ein linker Zufluss der Rotach. Der Ort ist unmittelbar von Acker- und Grünland umgeben, im Ort selbst gibt es eine Eiche, der als Naturdenkmal geschützt ist. Im Südosten wird die Flur Lettenfeld genannt, im Norden Riesenberg. 0,3 km westlich befindet sich das Auholz, 0,75 km südwestlich das Hirtenholz, 0,75 km südöstlich das Riesenholz und 0,5 km östlich das Brandholz. Gemeindeverbindungsstraßen führen nach Sittlingen (1,3 km östlich), nach Grobenhof (1,5 km südlich) und die Kreisstraße AN 45 kreuzend nach Unterwinstetten (1,5 km nordwestlich).

## Geschichte
Die Fraisch über Langensteinbach war strittig zwischen dem oettingen-spielbergischen Oberamt Mönchsroth und der Reichsstadt Dinkelsbühl. Die Dorf- und Gemeindeherrschaft hatte die Reichsstadt Dinkelsbühl. Gegen Ende des 18. Jahrhunderts gab es 21 Anwesen und 1 Gemeindehirtenhaus. Grundherren waren das oettingen-spielbergische Oberamt Dürrwangen (1 Halbhof) und die Reichsstadt Dinkelsbühl (evangelische Kirchenpflege: 1 Gütlein; Ratsamtspflege: 2 Güter; Reichalmosenpflege: 2 halbe Hofgüter, 2 Gütlein; Siechenpflege: 4 halbe Hofgüter, 1 Gut, 4 halbe Güter, 4 Gütlein).
1806 kam Langensteinbach an das Königreich Bayern. Mit dem Gemeindeedikt wurde Langensteinbach 1809 dem Steuerdistrikt Segringen und der Ruralgemeinde Wolfertsbronn zugeordnet. Mit dem Zweiten Gemeindeedikt (1818) entstand die Ruralgemeinde Langensteinbach. Sie war in Verwaltung und Gerichtsbarkeit dem Landgericht Dinkelsbühl zugeordnet und in der Finanzverwaltung dem Rentamt Dinkelsbühl (1919 in Finanzamt Dinkelsbühl umbenannt, seit 1973 Finanzamt Ansbach). Die Verwaltung übernahm 1862 das neu geschaffene Bezirksamt Dinkelsbühl (1939 in Landkreis Dinkelsbühl umbenannt). Die Gerichtsbarkeit lag beim im gleichen Jahr gebildeten Stadt- und Landgericht Dinkelsbühl (1879 in das Amtsgericht Dinkelsbühl umgewandelt, seit 1973 eine Zweigstelle des Amtsgerichtes Ansbach). Die Gemeinde hatte 1964 eine Gebietsfläche von 3,348 km². Im Zuge der Gebietsreform in Bayern wurde diese am 1. Januar 1971 nach Dinkelsbühl eingemeindet. Mit der Auflösung des Landkreises Dinkelsbühl im Jahr 1972 kam Langensteinbach an den Landkreis Ansbach.

### Baudenkmal
- Haus Nr. 19: ehemaliges Feuerwehrhaus, erdgeschossiger Massivbau mit Krüppelwalm und kleinem Anbau, 19. Jahrhundert[14]

### Einwohnerentwicklung
| Jahr      | 1818   | 1840   | 1852   | 1855   | 1861   | 1867   | 1871   | 1875   | 1880   | 1885   | 1890   | 1895   | 1900   | 1905   | 1910   | 1919   | 1925   | 1933   | 1939   | 1946   | 1950   | 1952   | 1961   | 1970   | 1987   | 2015  |
| Einwohner | 111    | 142    | 145    | 155    | 161    | 149    | 130    | 144    | 154    | 166    | 157    | 150    | 162    | 162    | 173    | 187    | 183    | 180    | 154    | 223    | 207    | 199    | 173    | 167    | 141    | 113   |
| Häuser    | 25     | 27     |        |        |        |        | 25     |        |        | 23     | 29     |        | 30     |        |        |        | 31     |        |        |        | 30     |        | 31     |        | 31     |       |
| Quelle    | [ 16 ] | [ 17 ] | [ 18 ] | [ 18 ] | [ 19 ] | [ 20 ] | [ 21 ] | [ 22 ] | [ 23 ] | [ 24 ] | [ 25 ] | [ 18 ] | [ 26 ] | [ 18 ] | [ 27 ] | [ 18 ] | [ 28 ] | [ 18 ] | [ 18 ] | [ 18 ] | [ 29 ] | [ 18 ] | [ 11 ] | [ 30 ] | [ 31 ] | [ 1 ] |

## Religion
Der Ort ist seit der Reformation evangelisch-lutherisch geprägt und bis heute nach St. Vinzenz (Segringen) gepfarrt. Die Katholiken sind nach St. Georg (Dinkelsbühl) gepfarrt.